# Nicola Carraro
Nicola Carraro (Milano, 1º febbraio 1942) è un produttore cinematografico e editore italiano.

## Biografia

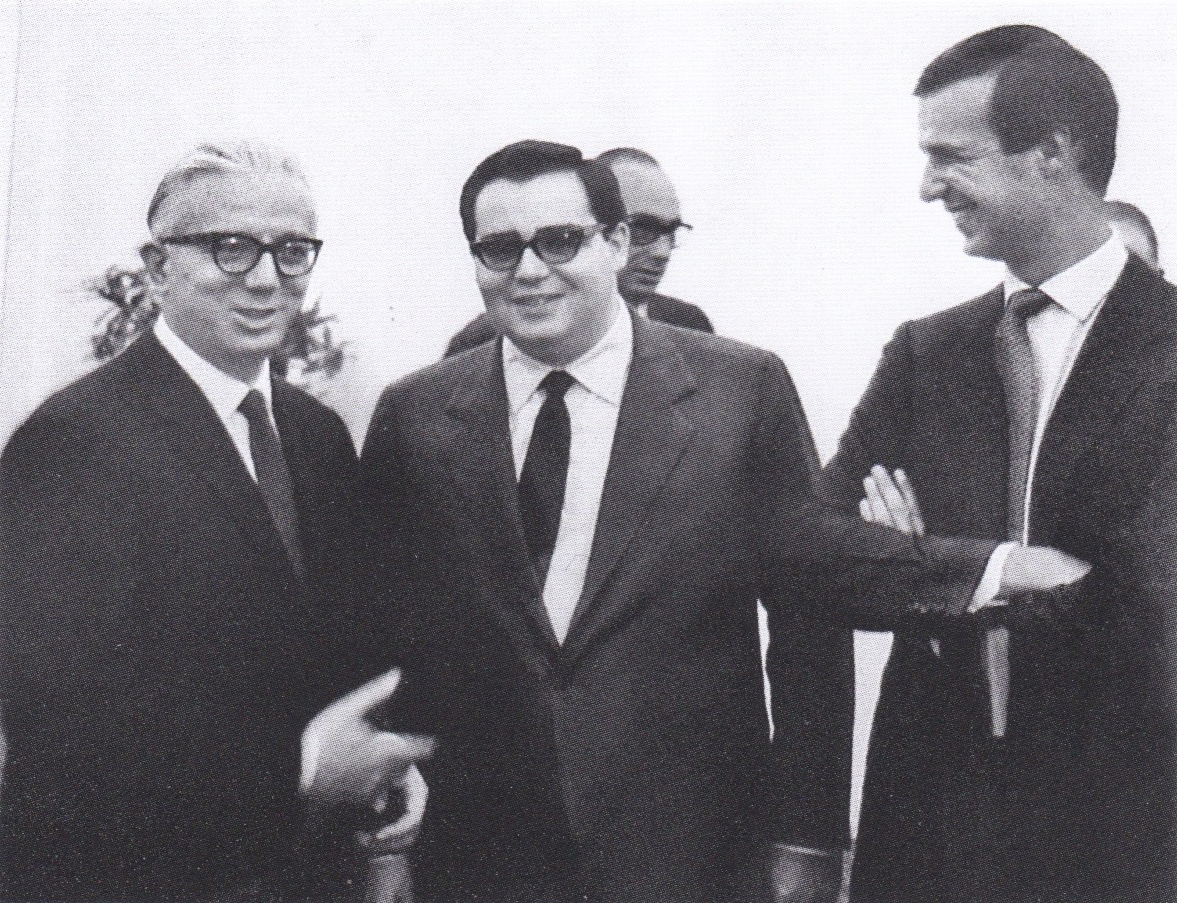
Nicola Carraro (a destra) quando era assistente di Enzo Biagi (a sinistra). Al centro, Angelone Rizzoli.

Nipote di Angelo Rizzoli (sua madre era infatti Pinuccia Rizzoli), cugino di Angelo (1943-2013) e Alberto Rizzoli, comincia la sua attività nella casa editrice di famiglia nell'ottobre 1961 dopo aver conseguito la maturità scientifica. È assegnato al reparto rotative, s'iscrive anche a Scienze politiche all'Università Cattolica ma non dà più di tre esami, gli viene dato in tipografia il soprannome di "Nick mano fredda" perché gli piace scommettere. Si occupa quindi di pubblicità dopo aver fatto il servizio militare in aeronautica ad Albenga, nel 1967 diventa assistente di Enzo Biagi assunto alla Rizzoli come direttore editoriale dei periodici.
Dal 1970 al 1972 è a sua volta direttore editoriale dei periodici per poi essere amministratore delegato periodici dal 1972 al 1974. Il 20 gennaio 1975 lascia con la sua famiglia la Rizzoli perché i Carraro, pur possedendo il 29% della società, non sono stati consultati nell'operazione che porta all'acquisto della società editrice del «Corriere della Sera». Si mette in proprio e, insieme ad un gruppo di soci (tra cui Tiziano Barbieri Torriani), acquisisce la casa editrice Sperling & Kupfer diventandone presidente.
Nel 1977 si trasferisce a Roma, dove acquista una considerevole partecipazione della Vides S.p.A. con la quale produce i suoi film. Nel 1990 ritorna alla casa editrice Sperling & Kupfer che, alla morte di Tiziano Barbieri Torriani, viene venduta nel 1994 a Mondadori. In seguito, va a vivere per vari anni nell'isola di Providenciales, nell'arcipelago di Turks e Caicos. Rientrato in Italia, il 28 giugno 2006, sposa a Roma la popolare conduttrice televisiva Mara Venier dopo essere stato per molti anni (dal gennaio 1963 sino al 1980) marito di Adonella Colonna di Paliano, da cui ha avuto tre figli: Ginevra, Giada e Gian Gerolamo, soprannominato Gerò (a lungo compagno di Simona Ventura). 

## Filmografia
Tra i vari film da lui prodotti ricordiamo: 
- Amori miei, 1978 (Premio Biglietto d'Oro 78-79), interpretato da Johhny Dorelli, Monica Vitti ed Edwige Fenech nel quale Monica Vitti ha vinto il premio David di Donatello come migliore attrice.
- Café Express, 1979 diretto da Nanni Loy e interpretato da Nino Manfredi; Premio “Nastro d'Argento a Elvio Porta e Nanni Loy per il miglior soggetto originale.
- Cristo si è fermato ad Eboli, 1979 diretto da Francesco Rosi, interpretato da Gian Maria Volonté e Lea Massari; Premio “David di Donatello” a Francesco Rosi per la migliore regia, Nastro d'Argento a Lea Massari per la migliore attrice.
- Ratataplan, 1979 diretto da Maurizio Nichetti; Premio “Nastro d'Argento” a Maurizio Nichetti per il migliore nuovo regista; Premio “Biglietto d'Oro” 79-80.
- Tesoromio, 1979 diretto da Giulio Paradisi, interpreti Johnny Dorelli, Renato Pozzetto e Zeudi Araya.
- Ad ovest di Paperino, 1982 diretto da Alessandro Benvenuti, interpreti Francesco Nuti e Athina Cenci; Premio “Nastro d'Argento” ad Alessandro Benvenuti per il migliore nuovo regista.
- Domani si balla, 1982 diretto da Maurizio Nichetti, interprete Mariangela Melato.
- I Paladini, 1983 diretto da Giacomo Battiato, interpreti Ron Moss, Tanya Roberts e Barbara De Rossi; Premio “David di Donatello” a Nanà Cecchi per i migliori costumi.

## Riconoscimenti
- 1980: «Premio De Curtis»;
- (nello stesso anno): Nastro d'argento per il complesso della sua opera di produttore cinematografico (assieme a Franco Cristaldi).